# Lista de clubes de futebol dos países-membros da Confederação Asiática de Futebol

AFC Países membros da AFC.

Esta lista apresenta os países membros da Confederação Asiática de Futebol AFC, organização que representa a Ásia. Nem todos os países da Ásia são filiados à AFC: Armênia, Azerbaijão, Chipre, Geórgia, Israel, Casaquistão são filiados à UEFA. Os países transcontinentais (Rússia e Turquia) também pertencem a UEFA. Guam, Ilhas Marianas do Norte e Austrália são da Oceania, mas pertencem a AFC. As Ilhas Marianas do Norte são filiadas apenas a AFC, mas não a FIFA.

## Afeganistão
- País:  Afeganistão[3]
- Associação de futebol: Federação Afegã de Futebol
- Escalão máximo: Campeonato Afegão de Futebol

## Arábia Saudita
- País:  Arábia Saudita[4]
- Associação de futebol:  Federação Saudita de Futebol
- Escalão máximo: Campeonato Saudita de Futebol (Árabe: دوري المحترفين السعودي)

## Austrália
- País:  Austrália[5]
- Associação de futebol: Federação Australiana de Futebol
- Escalão máximo:  Campeonato Australiano de Futebol (Inglês:  A- League)

## Bahrein
- País:  Bahrein
- Associação de futebol: Associação de Futebol do Bahrein
- Escalão máximo: Campeonato Bareinita de Futebol

## Bangladesh
- País:  Bangladesh
- Associação de futebol:  Federação de Futebol do Bangladesh
- Escalão máximo: Campeonato do Bangladesh de Futebol

## Brunei
- País:  Brunei
- Associação de futebol: Associação Nacional de Futebol de Brunei Darussalam
- Escalão máximo: Campeonato Bruneano de Futebol (Malaio: Liga Perdana Brunei)

## Butão
- País:  Butão
- Associação de futebol:  Associação Butanesa de Futebol
- Escalão máximo: Campeonato Butanês de Futebol

## Camboja
- País:  Camboja
- Associação de futebol: Federação de Futebol do Camboja
- Escalão máximo: Campeonato Cambojano de Futebol

## China
- País:  China
- Associação de futebol:  Associação de Futebol da China
- Escalão máximo: Super Liga Chinesa (Chinês latinizado:  Zhōngguó Zúqiú Xiéhuì Chāojí Liánsài )

## Coreia do Norte
- País:  Coreia do Norte
- Associação de futebol: Associação de Futebol da República Popular Democrática da Coreia
- Escalão máximo: Campeonato norte-coreano de futebol (Coreano:  최상급축구련맹전)

## Coreia do Sul
- País:  Coreia do Sul[6]
- Associação de futebol: Associação de Futebol da Coreia
- Escalão máximo: Campeonato Sul-Coreano de Futebol (Coreano: K리그)

## Emirados Árabes Unidos
- País:  Emirados Árabes Unidos
- Associação de futebol: Associação de Futebol dos Emirados Árabes Unidos
- Escalão máximo: Campeonato Emiratense de Futebol (Árabe: رابطة كرة القدم الإماراتية )

## Filipinas
- País:  Filipinas
- Associação de futebol: Federação de Futebol das Filipinas
- Escalão máximo: Campeonato Filipino de Futebol

## Guam
- País:  Guam
- Associação de futebol:  Associação de Futebol de Guam
- Escalão máximo: Campeonato Guamês de Futebol (Inglês:  Guam Men’s Soccer League)

## Hong Kong
- País:  Hong Kong
- Associação de futebol: Associação de Futebol de Hong Kong
- Escalão máximo: Liga da Primeira Divisão de Hong Kong (Chinês: 香港甲組聯賽 )

## Iêmen
- País:  Iêmen
- Associação de futebol: Associação de Futebol do Iêmen
- Escalão máximo: Campeonato Iemenita de Futebol

## Ilhas Marianas do Norte
- País:  Ilhas Marianas do Norte
- Associação de futebol: Associação de Futebol das Ilhas Marianas do Norte
- Escalão máximo: Campeonato de Futebol das Ilhas Marianas do Norte (Inglês: Northern Marianas Championship)

## Índia
- País:  Índia
- Associação de futebol: Federação de Futebol de toda Índia
- Escalão máximo: Campeonato Indiano de Futebol (Inglês:I-League)

## Indonésia
- País:  Indonésia
- Associação de futebol: Associação de Futebol da Indonésia
- Escalão máximo: Campeonato Indonésio de Futebol (Indonésio: Liga Prima Indonesia)

## Irã
- País:  Irã
- Associação de futebol: Federação de Futebol da República Islâmica do Irã
- Escalão máximo: Campeonato Iraniano de Futebol (Persa: لیگ برتر فوتبال ایران)

## Iraque
- País:  Iraque
- Associação de futebol: Associação de Futebol do Iraque
- Escalão máximo: Campeonato Iraquiano de Futebol (Árabe: دوري النخبة العراقي  Dawri Al-Nokba)

## Japão
- País:  Japão[7]
- Associação de futebol:  Associação de Futebol do Japão
- Escalão máximo: Campeonato Japonês de Futebol (Japonês:  Jリーグ・ディビジョン1 J Rīgu Dibijon1)

## Jordânia
- País:  Jordânia
- Associação de futebol: Associação de Futebol da Jordânia
- Escalão máximo: Campeonato Jordaniano de Futebol (Árabe: دوري المناصير الأردني للمحترفين)

## Kuwait
- País:  Kuwait
- Associação de futebol: Associação de Futebol do Kuwait
- Escalão máximo: Campeonato Kuwaitiano de Futebol

## Laos
- País:  Laos
- Associação de futebol:  Federação de Futebol do Laos
- Escalão máximo: Campeonato Laosiano de Futebol

## Líbano
- País:  Líbano
- Associação de futebol: Federação Libanesa de Futebol
- Escalão máximo: Campeonato Libanês de Futebol (Árabe: اللبناني لكرة القدم )

## Macau
- País:  Macau
- Associação de futebol: Associação de Futebol de Macau
- Escalão máximo: Campeonato Macaense de Futebol (Nome oficial em português: Liga de Elite)

## Malásia
- País:  Malásia
- Associação de futebol: Associação de Futebol da Malásia
- Escalão máximo: Campeonato Malaio de Futebol (Malaio: Liga Super Malasia)

## Maldivas
- País:  Maldivas
- Associação de futebol: Associação de Futebol das Maldivas
- Escalão máximo: Campeonato Maldivo de Futebol

## Mongólia
- País:  Mongólia
- Associação de futebol: Federação Mongol de Futebol
- Escalão máximo: Campeonato Mongol de Futebol (Mongol: Нийслэл Лиг )

## Myanmar
- País:  Myanmar
- Associação de futebol: Federação de Futebol de Myanmar
- Escalão máximo: Campeonato de Futebol de Myanmar (Língua de Myanmar:  မြန်မာ နေရှင်နယ် လိဂ် )

## Nepal
- País:    Nepal
- Associação de futebol: Associação de Futebol de todo Nepal
- Escalão máximo: Campeonato Nepalês de Futebol (Nepalês: शहीद स्मारक ए डिभिजन लीग)

## Omã
- País:  Omã
- Associação de futebol: Associação de Futebol de Omã
- Escalão máximo: Campeonato Omani de Futebol (Espanhol:  الدوري العماني‎)

## Palestina
- País:  Palestina
- Associação de futebol: Federação Palestina de Futebol
- Escalão máximo: O Campeonato Palestino de Futebol é dividido em dois:  Campeonato de Futebol da Faixa de Gaza e  Campeonato de Futebol da Cisjordânia

## Paquistão
- País:  Paquistão
- Associação de futebol: Federação de Futebol do Paquistão
- Escalão máximo: Campeonato Paquistanês de Futebol

## Qatar
- País:  Qatar
- Associação de futebol: Associação de Futebol do Qatar
- Escalão máximo: Campeonato Qatariano de Futebol (Árabe: دوري نجوم قطر )

## Quirguistão
- País:  Quirguistão
- Associação de futebol: Federação de Futebol da República do Quirguistão
- Escalão máximo: Campeonato Quirguiz de Futebol

## Singapura
- País:  Singapura
- Associação de futebol: Associação de Futebol de Singapura
- Escalão máximo: Campeonato Singapuriano de Futebol (Inglês: S-League)

## Síria
- País:  Síria
- Associação de futebol: Federação de Futebol da Síria
- Escalão máximo: Campeonato Sírio de Futebol

## Sri Lanka
- País:  Sri Lanka
- Associação de futebol: Federação de Futebol de Sri Lanka
- Escalão máximo: Campeonato Cingalês de Futebol

## Tadjiquistão
- País:  Tadjiquistão
- Associação de futebol: Federação de Futebol do Tadjiquistão
- Escalão máximo: Campeonato Tadjique de Futebol

## Tailândia
- País:  Tailândia
- Associação de futebol: Associação de Futebol da Tailândia
- Escalão máximo: Campeonato Tailandês de Futebol (Tailandês:  ไทยพรีเมียร์ลีก)

## Taiwan
- País:  Taiwan
- Associação de futebol: Associação de Futebol do Taipé Chinês
- Escalão máximo: Campeonato Taiwanês de Futebol (Chinês Latinizado: Chéngshì zúqiú liánsài )

## Timor-Leste
- País:  Timor-Leste
- Associação de futebol: Federação de Futebol de Timor-Leste
- Escalão máximo: Campeonato Timorense de Futebol (Nome Oficial: Super Liga Timorense)

## Turcomenistão
- País:  Turcomenistão
- Associação de futebol: Associação de Futebol do Turcomenistão
- Escalão máximo: Campeonato Turcomeno de Futebol (Turcomeno:  Ýokary Liga)

## Uzbequistão
- País:  Uzbequistão
- Associação de futebol: Federação Uzbeque de Futebol
- Escalão máximo: Campeonato Uzbeque de Futebol (Uzbeque:  Oʻzbekiston Professional Futbol Ligasi)

## Vietnã
- País:  Vietnã
- Associação de futebol: Federação de Futebol do Vietnã
- Escalão máximo: Campeonato Vietnamita de Futebol (Vietnamita: Giải bóng đá vô địch quốc gia Việt Nam)